# Стефан Панаретов
Стефан Панаретов Хаджиилиев,  известен като Стефан Панаретов,  е български дипломат, действителен член на Българска академия на науките, работил през голяма част от живота си за изграждането на добри отношения между България и Съединените щати.
Възпитаник и дългогодишен преподавател по български език в Робърт колеж, американско училище в Цариград, и женен за американка, той става първият български посланик в Съединените щати и остава на поста почти 11 години.

## Биография
Стефан Панаретов е роден е на 4 октомври 1853 г. в Сливен в семейството на свещеник. През 1867 година започва обучението си в Робърт колеж в Цариград и го завършва в 1871 година, след което остава да преподава в него български език (1871 – 1914 г.). През 1877 година получава и магистърска степен от Робърт колеж.
След потушаването на Априлското въстание (1876 г.) е изпратен от екзарх Антим I и ректора на колежа Уошбърн в Англия, за да запознае европейската общественост с жестокостите, извършени от османците. Участва активно в съпротивата срещу решенията на Берлинския договор (1878 г.), като изнася сказки в редица американски университети и организации за българския национален въпрос.
На 10 декември 1914 г. Стефан Панаретов е първият български пълномощен министър в САЩ (1914 – 1925 г., с кратко прекъсване), като българската легация във Вашингтон е открита на 16 януари 1915 г.
През Първата световна война синът му Кирил загива на фронта като офицер, взводен командир в 6-и пехотен полк.
Включен е в състава на българската делегация на Парижката мирна конференция, по време на която се подготвя Ньойският мирен договор (1919 г.). През 1921 г. е български делегат в Обществото на народите.
От 1925 г. е постоянен хоноруван лектор по славянска филология и литература във Вашингтонския университет. Автор е на статии и дописки в българския и чуждестранния печат – във вестниците „Македония“, „Напредък“, „Мир“, „Дейли Нюз“ и др., както и на различни изследвания. Подготвя англо-български речник, върху който работи повече от 40 години.
Умира на 19 октомври 1931 година във Вашингтон. Заедно със съпругата си Лидия Гaйл (1869-1931), оставя цялото си състояние, възлизащо на около 5 милиона лева, за подпомагането на българското просветно и културно развитие. Дарява на Българската академия на науките всичките си пари и ценни книжа, вложени в банкови институции в България. Предвижда и средства за стипендии на студенти по българска филология в СУ, за стипендии за ученици от софийски гимназии, изпращане на бедни ученици на летни ученически колонии, за подпомагане на бедни учители, за комплектуване на книжовния фонд на Народната библиотека в София и др.

## Съчинения
- Panaretoff, Stephen. Near Eastern Affairs and Conditions. 1.   New York, Macmillan, 1922. Посетен на 7 юни 2016.
- Historicus. Bulgaria and Her Neighbors: An Historic Presentation of the Background of the Balkan Problem, One of the Basic Issues of the World-War. 1.   New York, Mail and Express Job Print, 1917. Посетен на 7 юни 2016.